# 13 أصبحت 30
13 إلى 30 (بالإنجليزية: 13 Going on 30)‏ فلم سينمائي أمريكي كوميدي من إنتاج سنة 2004 ومن بطولة جينيفر غارنر. الفيلم يشبه فيلمي أمنية بمرور نجم والجمعة الفظيعة حول انتقال أرواح الفتيات إلى أجساد أخرى. الفيلم عكس فيلم كبير الذي يتكلم عن انتقال روح صبي إلى شاب ناضج أما في هذا الفيلم فإن بنت عمرها 13 سنة تتخطى 17 سنة من عمرها وتستيقظ وهي ترى نفسها سيدة أعمال ناجحة في المستقبل. الفيلم من إنتاج أستوديو الثورة وأفلام كولومبيا.

## القصة
تدور أحداث الفيلم حول جينا رينك فتاة تحتفل بعيد ميلادها الثالث عشر في سنة 1987 حيث تتمنى أن يصبح عمرها 30 سنة مما يساعدها في تخطي عدم تمتعها بأي شعبية في المدرسة. جينا تتمنى بشكل خاص الانضمام إلى مجموعة الفتيات الست التي تتزعمها لوسي (توم توم) وايمان التي تستغل رغبة جينا في الانضمام لمجموعتها للتلاعب بها. صديق جينا المفضل مات فلامهاف يمنحها هدية عيد ميلادها وهي منزل دمى وغبار التمني المسحور الذي تنثره في سقف المنزل.
تحطم توم توم آمال جينا في الانضمام إلى مجموعتها بالقيام بمزحة عملية قاسية أثناء لعبة (7 دقائق في الجنة). بالخطأ تعتقد جينا بأن السبب في رفضها هو علاقتها بمات مما يجعلنا تغضب وتذهب تختبئ في منزل الدمى وتتمنى بأن تبلغ الثلاثين وأنا تكون عابثة وناجحة. بعد عدة ثوان تستيقظ في شقتها الواقعة في شارع الخامس من دون صديقتها وعائلتها. الآن هي في سنة 2004 ولكن جينا لا تتذكر أي شيء حدث في السنوات السبعة عشر الماضية.
تقود الصديقة المفضلة لجينا البالغة من العمر 30 سنة لوسي التي توقف الناس عن مناداتها باسم توم توم إلى العمل. تكتشف جينا بأنها تعمل في مجلتها المفضلة للأزياء عندما كانت مراهقة وهي توازن. تطلب جينا من مساعدتها البحث عن صديقها المفضل مات فتعلم بأنها انفصلت عنه عندما انضما للمرحلة الثانوية حيث انضمت للحشود وأصبحت أكثر طالبات المدرسة شعبية وهو حاليا خاطب.
اكتشفت جينا بأنها مجرد ظل لما كانت عليه، ليس فقط بسبب معاملتها السيئة لزملائها في العمل بل بسبب تسريبها لأفكار المجلة التي تعمل فيها لصالح مجلة منافسة وهي مجلة شرارة. تكتشف جينا بأن شخصيتها الحالية تفتقر للثقة والإعجاب وتبدأ فورا في عكس شخصيتها بالتصرف الطيب مع الجميع والتعامل بالاحترام مع زملائها في العمل وتحاول استعادة علاقتها بمات.
بعدما تستمتع خلسة إلى لوسي وهي تثرثر حولها مع أحد زملائها في المجلة تحبط فتقرر العودة إلى مسقط رأسها في مدينة نيوجيرسي من أجل الالتقاء بوالديها واستعادة ذكريات المدرسة بمشاهدة الكتاب السنوي. يستثيرها كل هذا الأمر في العودة إلى مانهاتن فتنجح في استعادة صداقة مات مجددا على الرغم من خطوبته وتبادلان القبل فيكتشف مات أنه ما زال يعشق جينا ولكنه لا يستطيع تغيير الماضي.
تتعاقد مع مات من أجل أن يكون مصور مجلة توازن الرئيسي وتنجح في تجميع جميع مواضيع العدد المقبل ولكنها تفاجأ بأن المجلة المنافسة شرارة قد عرضت جميع هذه المواضيع قبلها وتعلم بأن شخصيتها السابقة قد سربت جميع هذه الأفكار قبل عدة أشهر مما يستدعي مالك مجلة توازن إلى إعلانه التوقف عن إصدار المجلة. تعلم لوسي بما يحدث فتستطيع إقناع مالك مجلة شرارة بأن جميع هذه الأفكار من عندها ويعينها مديرة التحرير وتحاول الحصول على الحقوق الملكية الفكرية للصور من مات وبالتالي تحاول الانتقام من جينا لفقدانها لقب أكثر الطالبات شعبية في المرحلة الثانوية.
عندما تكتشف جينا بأن مات سيتزوج بعد عدة ساعات فإنها تسارع إلى مسكنه من أجل التوسل له من أجل تأجيل موعد زفافه ولا يستطيع مات الرد بالإيجاب ولكنه يخبر جينا بأنه ما زال يحبها. يفتح مات الخزانة ويخرج منزل الدمى الذي صنعه لها قبل 17 سنة ويعطيها لها وتغادر جينا وهي تذرف الدموع حول حلمها الذي انهار وتتمنى العودة لسنة 1987.
بطريقة ما فإن غبار التمني المسحور كان ما زال في منزل الدمى فتتحقق أمنيتها وتعود إلى عمر 13 سنة فتتجه إلى مات وتقبله أمام لوسي (توم توم) وتمزق واجبها المدرسي وتسكب العصير على فستانها ثم تبتعد عنها برفقة مات.
في موعد مستقبلي (ربما في سنة 2004) جينا ومات البالغان يتزوجان ويذهبان إلى منزلهما المثالي الذي يشبه منزل الدمى الذي بناه مات لجينا عندما كان عمرها 13 سنة.

## الشخصيات
| الممثل(ة)      | الشخصية               |
| جينيفر غارنر   | جينا رينك             |
| مارك روفالو    | مات فلامهاف           |
| جودي غرير      | لوسي (توم توم) وايمان |
| أندي سيركيس    | ريتشارد كنيلاند       |
| كاثي بيكر      | بيفيرلي رينك          |
| فيل ريفز       | واين رينك             |
| صأمويل بول     | أليكس كارلسون         |
| مارسيا ديبونيس | أرلين                 |
| كيرستين وارين  | تريش ساكيت            |
| كريستا ب. ألين | جينا الصغيرة          |
| شين ماركيت     | مات الصغير            |
| ألكسندرا كايل  | لوسي الصغيرة          |
| -------------- | --------------------- |

## المرشحين
كانت الممثلات جوينيث بالترو، هيلاري سوانك، ورينيه زيلويجر مرشحات لأداء دور جينا رينك ولكن في النهاية فإن جينيفر غارنر فازت بالدور.
كانت الممثلات أوليفيا ميتشيل، سيلينا جوميز، وغابرييل وودارد مرشحات لأداء دور جينا رينك الصغيرة ولكن في النهاية فإن كريستا ب. ألين فازت بالدور.

## الاستقبال
تم عرض الفيلم للمرة الأولى في 23 أبريل 2004 وحصد حوالي 22 مليون دولار في أول نهاية أسبوع ولكنه بعدها واجه منافسة شديدة من فيلم المراهقين الكوميدي فتيات شريرات وبلغ إجمالي الإيرادات حوالي 60 مليون دولار داخل الولايات المتحدة الأمريكية. وعندما تم عرض الفيلم للشراء عبر دي في دي فقد حصد حوالي 57 مليون دولار. وتم إعادة توزيع فيلم على دي في دي في سنة 2006 وحصل على حوالي 96.5 مليون دولار.

## الجوائز والترشيحات

### جوائز ام تي في التلفزيوني
- مرشح، أفضل أداء موسيقي، جينيفر غارنر ومارك روفالو

### جوائز خيارات قراء مجلة الناس الأمريكية
- مرشح، أفضل فيلم كوميدي

### جوائز خيارات المراهقين
- مرشح، أفضل فيلم كوميدي
- مرشح، أفضل ممثل سينمائي كوميدي، مارك روفالو
- مرشح، أفضل ممثلة سينمائية كوميدية، جينيفر غارنر
- مرشح، أفضل ممثلة واعدة، جينيفر غارنر
- مرشح، أفضل ثنائي رومانسي، جينيفر غارنر ومارك روفالو
- مرشح، أفضل لباس في فيلم سينمائي، جينيفر غارنر

## وصلات خارجية
- 13 أصبحت 30 على موقع IMDb (الإنجليزية)
- 13 أصبحت 30 على موقع ميتاكريتيك (الإنجليزية)
- 13 أصبحت 30 على موقع روتن توميتوز (الإنجليزية)
- 13 أصبحت 30 على موقع نتفليكس (الإنجليزية)
- 13 أصبحت 30 على موقع قاعدة بيانات الأفلام العربية
- 13 أصبحت 30 على موقع ألو سيني (الفرنسية)
- 13 أصبحت 30 على موقع Turner Classic Movies (الإنجليزية)
- 13 أصبحت 30 على موقع أول موفي (الإنجليزية)
- 13 أصبحت 30 على موقع بوكس أوفيس موجو (الإنجليزية)
- 13 أصبحت 30 على موقع فيلمافينيتي (الإسبانية)